# Тига (приток Бакчара)
Тига — река в России, протекает по территории Чаинского района Томской области. Устье реки находится в 12 км по правому берегу реки Бакчар. Длина реки составляет 37 км.

## Притоки
- Сухая Речка (пр)
- Малая Тига (лв)
- Фроловка (пр)
- Тига Чёрная (пр)
- Берёзовка (пр)

## Данные водного реестра
По данным государственного водного реестра России относится к Верхнеобскому бассейновому округу, водохозяйственный участок реки — Обь от впадения реки Чулым до впадения реки Кеть, речной подбассейн реки — Чулым. Речной бассейн реки — (Верхняя) Обь до впадения Иртыша.